# The Cyrkle
The Cyrkle war eine US-amerikanische Band.

## Geschichte
Die Gruppe wurde als The Rondells gegründet. Im Jahr 1966 hörte Brian Epstein die Band in einem New Yorker Club und übernahm das Management. Epstein veranlasste zuerst eine Namensänderung in The Cyrkle und verschaffte der Band einen Plattenvertrag. Mit dem Song Red Rubber Ball, geschrieben von Paul Simon und Ko-Autor Bruce Woodley (The Seekers), hatten sie im Jahr 1966 ihren größten Erfolg in den US-Charts, erreichten Platz 2 und in den UK-Charts Platz 32. Mit Turn-down day erreichten sie, ebenfalls 1966, in den US-Charts Platz 16. The Cyrkle nahmen an der 1966er Beatles-Tour teil und waren nach Epsteins Tod 1967 ohne Manager; kurz darauf löste sich die Band auf.
2016 formierte sich die Band erneut um den originalen Leadgitarristen Don Dannemann und den Keyboarder Michael Losekamp (Nachfolger von Earle Pickens, Mitglied 1966 bis 1968).

## Diskografie

### Alben
| Jahr | Titel           | Höchstplatzierung, Gesamtwochen, AuszeichnungChartsChartplatzierungen (Jahr, Titel, Platzierungen, Wochen, Auszeichnungen, Anmerkungen) | Anmerkungen                                |
| Jahr | Titel           | US | Anmerkungen                                |
| ---- | --------------- | --- | ------------------------------------------ |
| 1966 | Red Rubber Ball | US47 (15 Wo.)US | Columbia CL 2544 (Mono) / CS 9344 (Stereo) |
| 1967 | Neon            | US164 (2 Wo.)US | Columbia CL 2632 / CS 9432                 |

Weitere Alben
- 1970: The Minx (Soundtrack, Flying Dutchman)

### Singles
| Jahr | Titel Album                     | Höchstplatzierung, Gesamtwochen, AuszeichnungChartplatzierungen (Jahr, Titel, Album, Platzierungen, Wochen, Auszeichnungen, Anmerkungen) | Höchstplatzierung, Gesamtwochen, AuszeichnungChartplatzierungen (Jahr, Titel, Album, Platzierungen, Wochen, Auszeichnungen, Anmerkungen) | Anmerkungen                                      |
| Jahr | Titel Album                     | DE | US | Anmerkungen                                      |
| ---- | ------------------------------- | --- | --- | ------------------------------------------------ |
| 1966 | Red Rubber Ball                 | DE32 (6 Wo.)DE | US2 (13 Wo.)US | Columbia 43589 B-Seite: How Can I Leave Her      |
| 1966 | Turn-Down Day Red Rubber Ball   | — | US16 (8 Wo.)US | Columbia 43729 B-Seite: Big, Little Woman        |
| 1966 | Please Don’t Ever Leave Me Neon | — | US59 (5 Wo.)US | Columbia 43871 B-Seite: Money To Burn            |
| 1967 | I Wish You Could Be Here Neon   | — | US70 (4 Wo.)US | Columbia 43965 B-Seite: The Visit (She Was Here) |
| 1967 | We Had A Good Thing Goin’       | — | US72 (5 Wo.)US | Columbia 44108 B-Seite: Two Rooms                |
| 1967 | Penny Arcade                    | — | US95 (1 Wo.)US | Columbia 44224 B-Seite: The Words                |

- 1967 – Camaro / SS 396 (Columbia Special Products 466)
- 1967 – Turn Of The Century  / Don’t Cry, No Fears, No Tears Comin’ (Columbia 44366)
- 1968 – Reading Her Paper / Friends (Columbia 44426)
- 1968 – Red Chair Fade Away / Where Are You Going? (Columbia 44491)
- 19?? – Red Rubber Ball / Turn Down Day (Columbia Hall Of Fame 33103)